# Idioma umbundu
El umbundu o umbundo es una lengua de origen bantú, hablada por los ovimbundu de las sierras centrales de Angola. Umbundu es el idioma bantú más hablado en el país. Lo hablan más de 4 millones de personas y también se habla en Namibia.
Se habla en las provincias centrales de Angola, Benguela, Huambo y Bié. A causa de la emigración también se habla en la capital Luanda y en Lubango. Existen algunas palabras de origen umbundu en la lengua portuguesa, fundamentalmente de la hablada en Brasil.